# Robert Gessain
Pour les articles homonymes, voir Gessain.
Robert Gessain, né Gessen le 11 avril 1907 et mort le 8 avril 1986, est un médecin, anthropologue, psychanalyste français.

## Biographie
Robert Gessain fait son service militaire de 18 mois dans le Rif marocain.
Il est professeur d'anthropologie au Muséum national d'histoire naturelle, vice-président de l'Union internationale des sciences anthropologiques et ethnologiques (UNESCO), membre fondateur de la Société des explorateurs et voyageurs français, directeur du musée de l'Homme puis directeur honoraire après 1979. 
Il fait aussi un passage par la psychanalyse, ce qui le conduit à être le premier analyste d'Anne Ancelin Schützenberger.
Élève de Paul Rivet, fondateur du musée de l'Homme, il est sous l'Occupation le collaborateur d'Alexis Carrel au sein de la Fondation française pour l'étude des problèmes humains. Dans les années 1960, il coordonne, avec le docteur Jean Sutter, de l’Institut national d’études démographiques (INED), spécialiste de génétique des populations, une étude sur la commune de Plozevet.
Homme de terrain aussi bien que de laboratoire, Gessain hiverne en 1934-1935 dans la tribu groenlandaise d'Ammassalik où il s'est rendu avec le commandant Jean-Baptiste Charcot à bord du Pourquoi Pas ? avec Paul-Émile Victor, Michel Perez et Fred Matter. En 1936, il traverse le Groenland en traîneau à chiens avec Paul-Émile Victor, Eigil Knuth, Michel Pérez.
Ayant appris le naufrage du Pourquoi Pas ?, Gessain et Pérez retournent en Islande, où ils ramassent « divers débris, notamment la grande plaque en bois incrusté de cuivre portant l'inscription Honneur et Patrie qui a été apportée au musée de la marine de Paris. »
Les masques que Robert Gessain et ses compagnons d'expéditions ont rapportés sont montrés pour la première fois en France en 1978.
Depuis ce temps, il n'a cessé de retourner au Groenland pour étudier cette population inuit. Il retourne pour la première fois à Ammassalik en 1965 et y séjourne avec sa famille un an en 1966.
Robert Gessain a identifié la « tache pigmentaire congénitale » lors de ses séjours au Groenland.

## Publications
- Ammassalik ou la civilisation obligatoire, Flammarion, 1969 (lire en ligne)
- Les Esquimaux du Groenland à l'Alaska, Bourrelier, Paris, 1947 Prix Montyon 1949 de l’Académie française.
- Comment vivent-ils ? Eskimo du Groenland, Centre de recherches anthropologiques, Paris, 1965
- Ovibos, la grande aventure des bœufs musqués et des hommes, Robert Laffont, Paris, 1981